# Беглов, Роман Александрович
Роман Александрович Беглов (род. 25 сентября 1983, Щёлково, Московская область, РСФСР, СССР) — российский рок-музыкант, композитор, преподаватель.

## Биография
Родился и вырос в г. Щелково. С молодости увлекался тяжёлой музыкой. В школьные годы основал группу «Крестный ход», группа давала концерты в квартире одного из участников группы Николая Блинова и в сарае на участке рядом с домом Рубильника.
До музыкальной карьеры работал в органах внутренних дел. В милиции (на тот момент еще была милиция) работал оперуполномоченным в уголовном розыске, недолгое время работал в прокуратуре.
Карьеру начал в 2008 году. Работал техником в таких проектах, как «Strike», «Артур Беркут», «Пилигрим».
В 2012 году Роман Беглов пришёл в группу «Metaphorizon», за 2 года участия в коллективе организовал 3 российских тура и записал сингл «Останься со мной» (2013 год). Группа сыграла на разогреве «Arch Enemy», после чего Роман и вокалист проекта покинули коллектив из-за непримиримых разногласий с другими участниками «Metaphorizon». Проект перестал существовать в 2014 году.
2014 году Романа позвали в трэш-метал-группу «Путь Солнца» для сессионной работы. После сета на «Folk Summer Fest» Миррон попросил остаться Беглова в коллективе на постоянной основе. Группу покинул Стас Шолумай. В 2014 году было сыграно 77 концертов. В 2015 году Роман отыграл 30 концертов только за осень. В составе коллектива принял участие в записи 2 студийных («Гимны Победы» в 2014 и «Весна 1916» в 2016) и 1 концертного альбома. («X лет группе Путь Солнца» в 2017) Создание альбома «Весна 19.16» далась группе нелегко. У Романа было много идей, которые не были приняты вокалистом группы Мирроном. Участники постоянно ссорились. 2 года потребовалось на урегулирование конфликтов, однако альбом всё-таки увидел свет в 2016 году.
В 2016 году Роман принял участие в записи альбома «Язь» группы «Изморозь». Лидер группы Дима Бельф и Роман были знакомы давно, Дима играл на басу в группе «Путь Солнца». По просьбе Бельфа Роман приостановил концертную деятельность с «Путь Солнца» на время записи альбома.
C 2015 по 2016 год Роман работал в Продюсерском центре Игоря Сандлера. Вёл гитарный видеоблог «Sandler Guitar Blog», был руководителем рок-ансамбля и преподавал игру на гитаре. 2 года подряд играл на выставке NAMM инструментальные композиции на стенде Продюсерского центра Игоря Сандлера. В 2016 году уходит из центра и открывает собственную гитарную школу в Щёлково.
В 2017 году приходит в группу «Натиск». Беглов решает покинуть коллектив «Путь Солнца» из-за разногласий с Мирроном, однако, войдя в состав коллектива «Натиск», Роман возвращается в «Путь Солнца» и играет сразу в двух коллективах.
В 2018 году покидает «Натиск», а уже в 2019 году уходит из «Путь Солнца» для продолжения карьеры сольно.
В настоящее время активно пишет сольный альбом, песни из которого уже опубликованы в сети. К началу 2020 года выйдет ещё один альбом — инструментальный. Ведёт активную деятельность в качестве руководителя гитарной школы.
Планы по написанию сольного альбома у Романа были давно. Еще в 2016 году, по словам Беглова, он начал прорабатывать материал для выпуска своего творчества. Однако, в силу нехватки времени и возможностей, он смог реализовать свой план только в начале 2020 года.
12 января 2020 года свет увидел сольный альбом Романа под названием «Верь».
Роман хотел написать такой сборник, в котором любой слушатель найдёт «свою» песню, поэтому было принято решение записать композиции в разных жанрах музыки.
Песни из альбома были придуманы в разное время, какие-то имели облик уже в 2016—2019 годах. Одной из первых написанных целиком песен стала «Мы — раны». А такие композиции как: «Верь мне», «Разрываю нить», «Мечтает», «Ближе» придумывались с нуля уже на стадии записи пластинки. В производстве альбома активное участие принимал наставник Романа Беглова — Алексей Страйк. Все песни были записаны именно в таком хронологическом порядке, в каком они расположены на диске. «Верь» был в производстве на студии в Солнцево у Алексея Страйка, он же его и свёл.
В записи пластинки приняли участие 8 вокалистов из разных московских коллективов. «Мы-раны» исполнила Тиллен Аверс, которую предложил в качестве вокалистки Страйк. На третьем треке присутствует голос Игоря «Баха» Моравского. Данная композиция была посвящена супруге Романа — Олесе Бегловой. Четвёртый трек из альбома под названием «Кровь» был отдан по части вокала Дарье Пирожковой из «Mass Madness». «Разрываю нить» помог записать Дмитрий Скиданенко, эта песня задумывалась в стиле глэм-рока. Следующий трек под названием «Мечтает» украсила Ольга Стар из коллектива «Pranayama». Сергей Дербышов записал вокал к песне «Ближе». Трек «Хозяин гор» был отдан Роману Почуеву, с которым Беглов покинул коллектив «Metaphorizon». Вокал на последнем треке в альбоме под названием «Пророк 1998» записал сам Роман Александрович.
В записи инструментов также приняли участие: Алексей Страйк, Илья Кай и Денис Шварц. Барабаны были запрограммированы самим Романом Александровичем. В записи баса принял участие Алексей Страйк, он же прописал клавишные и линии вокала. Некоторые соло-партии были сыграны Ильей Каем и Денисом Шварцем.
Началом записи «Верь» считается 4 марта 2019 года, последние же штрихи в альбом были внесены 30 декабря 2019 года.
Инструментальный трек в альбоме, как упоминалось ранее, посвящён жене Романа — Олесе Бегловой. Мелодия была придумала ещё на рубеже 16-17 годов, а конечный результат удалось получить только в ночь перед записью в студии этого трека. Роман упоминает в интервью об альбоме, что спящая жена на расстоянии вытянутой руки являлась музой для написания инструментальной композиции.
9 мая 2021 года у Романа вышел «Instrumental Album». Он записывал его практически одновременно с альбомом «Верь», однако из-за пандемии COVID-19 он вышел только в 2021 году. На создание нового проекта Романа толкнула необходимость в собственных минусовках и треках. Это очень помогло в проведении различных мастер-классов и открытых уроков.
Единой концепции альбом не имеет. Связано это с тем, что Роман Александрович рассчитывал сделать запоминающуюся работу, которая понятна любому слушателю.
В записи «Instrumental Album» вновь активно помогал Алексей Страйк. Весь проект был создан на его студии: от записи до сведения. Альбом на сегодняшний день выложен на все цифровые площадки.
Сингл «Клон» был создан в марте 2020 года. Однако эта композиция достаточно долго пролежала «в ящике». Только после окончания карантина 2020 года в Москве, она была записана на студии. Роман прописал вокальную линию практически сразу к этому синглу. Помог записать голос к «Клону» Артур Беркут. Микс голосов Романа и Артура позволил создать интересный необычный формат звучания. Стоит отметить, что Беглов берет уроки вокала у Артура Беркута. Это позволит не отвлекать вокалистов от собственных проектов.

## Личная жизнь
Был женат 2 раза. Первый брак продолжался с 2012 по 2017 год. Второй раз женился в 2018 году на Бегловой Олесе Викторовне.

## Дискография
«Путь Солнца»
- 2014 — «Гимны победы» + DVD «Summer Storm» (I.D.L. Rec)
- 2015 — «Гимны победы. Часть 2» (Triple Kick Rec)
- 2017 — «Battle Thrash Live» + DVD «Battle сlips» (I.D.L. Rec)
- 2017 — «Будь с нами» (интернет-сингл, I.D.L. Rec)

«Изморозь»
- 2016 — «Язь» (гитара)

Сольное творчество:
• 12 января 2020 года — «Верь» (диджипак, I.D.L. Rec)
• 19 марта 2021 года — «Клон» (интернет-сингл, с Артуром Беркутом (ex-Ария, ex-Автограф))
• 9 мая 2021 года — «Instrumental album»